# Lacon (Illinois)
Lacon es una ciudad ubicada en el condado de Marshall en el estado estadounidense de Illinois. En el Censo de 2010 tenía una población de 1937 habitantes y una densidad poblacional de 456,86 personas por km².

## Geografía
Lacon se encuentra ubicada en las coordenadas 41°1′22″N 89°24′23″O / 41.02278, -89.40639. Según la Oficina del Censo de los Estados Unidos, Lacon tiene una superficie total de 4.24 km², de la cual 4.13 km² corresponden a tierra firme y (2.5%) 0.11 km² es agua.

## Demografía
Según el censo de 2010, había 1937 personas residiendo en Lacon. La densidad de población era de 456,86 hab./km². De los 1937 habitantes, Lacon estaba compuesto por el 98.4% blancos, el 0.1% eran afroamericanos, el 0.26% eran amerindios, el 0.21% eran asiáticos, el 0% eran isleños del Pacífico, el 0.15% eran de otras razas y el 0.88% pertenecían a dos o más razas. Del total de la población el 1.96% eran hispanos o latinos de cualquier raza.